# Базерова, Дарья Михайловна
Дарья Михайловна Базерова (23 июня 1987) — российская футболистка, вратарь. Также выступала в мини-футболе и пляжном футболе.

## Биография
Воспитанница ивановского спорта. Начинала карьеру в местной команде «Госуниверситет». В 2011 году была в составе клуба высшей лиги России по большому футболу «Рязань-ВДВ», куда её пригласили в экстренном порядке после травмы основного вратаря Светланы Байкиной. За рязанский клуб провела один матч в чемпионате — 25 июня 2011 года против «Россиянки» (1:4). Позднее выступала в московской зоне второго дивизиона за «Приалит» (Реутов) и «Спартак-2». В «Приалите» была играющим тренером.
В пляжном футболе принимала участие в финальных турнирах чемпионата России в 2012 году в составе реутовского «Приалита» (3 матча) и в 2015 году в составе московского «Торпедо» (1 игра).
В соревнованиях по мини-футболу играла за «Алектан» и «Спартак» (Москва). Также занималась судейством соревнований по мини-футболу.
Одновременно с игрой в любительских соревнованиях работала детским тренером. Приводила команду девочек г. Реутова к победе в первенстве Московской области, призовому месту во всероссийских соревнованиях «Кожаный мяч».